# آیین کوزه‌شکستن
مراسم کوزه شکستن یکی از مراسم وابسته به چهارشنبه‌سوری است. ایرانیان در شب چهارشنبه‌سوری کوزه‌های کهنه را بالای بام خانه برده، به زیر افکنده، آن را می‌شکستند و کوزهٔ نویی را جایگزین آن می‌ساختند. آن‌ها عقیده داشتند که بلاها و قضاهای بد را در کوزه متراکم کرده‌اند و با شکستن کوزه، آن بلاها دفع خواهد شد. این سنت احتمالاً بر یک اصل بهداشتی نیز متکی بوده است، زیرا ایرانیان قدیم بر این باور بوده‌اند که ظروف سفالین را بیش از یکسال در خانه نباید نگاه داشت و چون سال به پایان خود نزدیک می‌شد و شب سوری می‌رسید، ظروف سفالین را که در خانه داشتند، می‌شکستند. دلین این کار اینست که ظروف سفالین چون لعاب ندارند، بزودی چرکین و آلوده می‌شوند و چون قابل شستن و پاک کردن نیستند یگانه چاره برای دفع زیان آن، شکستن آن است. از سوی دیگر تقاضا برای خرید کوزه‌های تازه بالا می‌گرفت و در آن صورت سبب رونق کار استادکاران کوزه‌گر خانه می‌گشت و از کسادی بازار و بیکاری آنان جلوگیری می‌گشت.
در بیش‌تر شهرهای ایران پس از پریدن از روی آتش، کوزه‌ها را می‌شکنند؛ این آیین احتمالاً ریشه در این عقیده دارد که شکستن کوزه باعث انتقال بدیُمنی اهالی خانه به درون کوزه‌ها می‌شود و شکستن آن‌ها باعث از بین رفتن بدیمنی می‌شود. تفاوت‌های جزئی در نوع شکستن کوزه در مناطق مختلف وجود دارد. در تهران یک یا چند سکه درون کوزهٔ جدید گذاشته می‌شود، و سپس از فراز بام به درون کوچهٔ پایین پرتاب می‌شود. تا اوایل دورهٔ پهلوی، بسیاری از تهرانی‌ها تمایل داشتند که به نقاره‌خانه بروند و همراه با نواختن نقاره در ساعتی مشخص، کوزه‌هایشان را به زمین پرتاب کنند. در خراسان، پیش از شکستن کوزه، مقداری زغال، نمک، و سکه در آن نهاده می‌شد و سپس هر عضو خانواده با گرداندن کوزه به دور سر خویش، هرگونه بدیمنی و حادثهٔ بد را به کوزه منتقل کرده و در نهایت آن را از فراز بام به کوچه می‌اندازند. در شرق و جنوب‌شرق ایران، معمولاً به‌جای کوزه‌های نو، کوزه‌های بدون استفاده را انتخاب می‌کنند. در اراک و آشتیان دانه‌های جو در کوزه گذاشته می‌شود.